# Horst Jaschke
Horst Jaschke (* 24. Februar 1931 in Weißstein; † 2. Januar 1968 in Neustrelitz) war ein deutscher Fußballtorwart, der in den 1950er Jahren für den SV Vorwärts der Kasernierten Volkspolizei Leipzig und für Vorwärts Berlin in der Oberliga, der höchsten Fußball-Liga des DDR-Fußballs, spielte. Mit Vorwärts Berlin wurde er zweimal DDR-Meister und 1954 DDR-Pokalsieger.

## Sportliche Laufbahn
Jaschke war Anfang der 1950er Jahre Torwart der Betriebssportgemeinschaft (BSG) Motor Süd Brandenburg. Während dieser Zeit spielte er auch in der Landesauswahl Brandenburg und bestritt Spiele mit der DDR-Jugend- und der Studentenauswahl. 1952 wurde er mit der BSG Motor Süd Meister in der drittklassigen Landesliga Brandenburg. 
Zu Beginn der Saison 1952/53 wechselte Jaschke zur SV Vorwärts der Kasernierten Volkspolizei Leipzig in die DDR-Oberliga. Dort wurde er von Trainer Heinz Krügel vom ersten Oberligaspieltag an eingesetzt und war in dieser Spielzeit Stammtorhüter der Leipziger. Von den 32 Punktspielen bestritt er 29 Partien, dreimal fehlte er verletzungsbedingt. Acht Spieltage vor Saisonende wurde die Mannschaft von Leipzig nach Ost-Berlin umgesiedelt und stand nach Abschluss der Saison als Absteiger fest. Die Saison 1953/54 begann Jaschke mit einem Länderspiel mit der DDR-Nachwuchsnationalmannschaft. Seine Heimatmannschaft, im Laufe der Saison in ZSK Vorwärts Berlin umbenannt, schaffte in der zweitklassigen DDR-Liga die sofortige Rückkehr in das Oberhaus des DDR-Fußballs, bei der Jaschke in allen 26 Punktspielen im Tor stand. Ebenso hütete er das Tor der Berliner im 1954er Endspiel um den DDR-Fußballpokal, das seine Mannschaft als Zweitligist mit 2:1 über den Oberligisten BSG Motor Zwickau gewann.
Auch in der neuen Oberligasaison 1954/55 war Jaschke zunächst wieder Stammtorwart bei Vorwärts Berlin. Nach dem fünften Spieltag verletzte er sich, sodass er sieben Wochen pausieren musste. Er bestritt noch das letzte Punktspiel der Hinrunde, danach wurde er von Karl-Heinz Spickenagel abgelöst, der von der aufgelösten Fußballmannschaft des SC DHfK Leipzig gekommen war. Im Gegenzug wurde Jaschke an deren Nachfolger SC Vorwärts Leipzig abgegeben. Dort bestritt er in der DDR-Liga sechs Punktspiele. Nachdem die Leipziger am Saisonende nach Cottbus umgesiedelt worden waren, kehrte Jaschke zu Vorwärts Berlin zurück. Dort war er in den folgenden Spielzeiten bis 1960 nur noch Ersatztorhüter und stand lediglich in elf Punktspielen im Tor der Oberligamannschaft. An den Meistertiteln 1958 und 1960 war Jaschke mit jeweils zwei Einsätzen beteiligt. 
Bis 1967 trainierte Jaschke die Reservemannschaft von Vorwärts Berlin. 1967/68 war er Trainer des DDR-Ligisten ASG Vorwärts Neubrandenburg.